# Levec
Levec – wieś w Słowenii, w gminie Žalec. W 2018 roku liczyła 479 mieszkańców.